# Poder legislativo

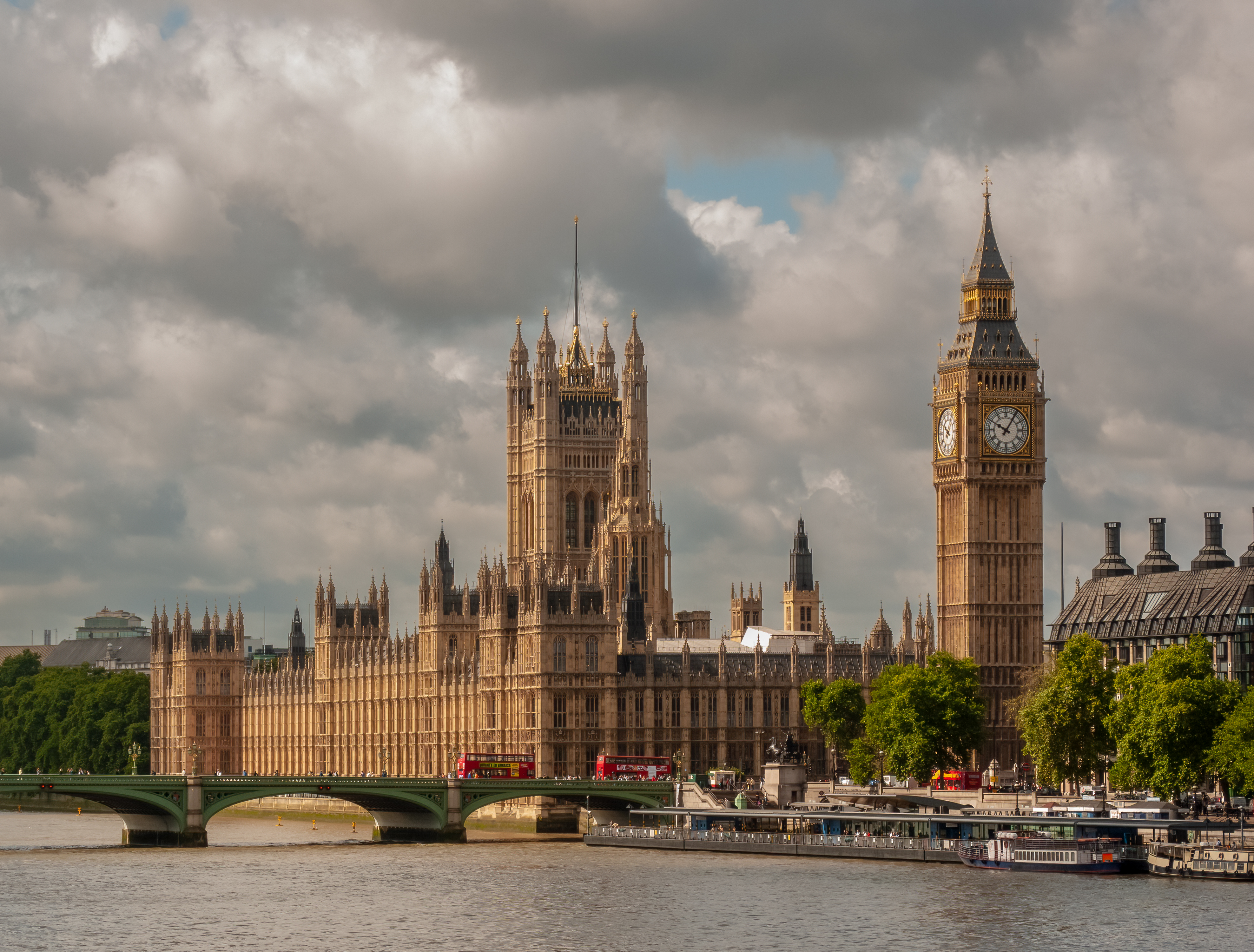
O Palácio de Westminster, onde se reúne o poder legislativo do Reino Unido, o Parlamento Britânico, localizado em Londres.

Poder Legislativo é o poder do Estado ao qual, seguindo o princípio da separação dos poderes, é atribuída a função legislativa. Por poder do Estado compreende-se um órgão ou um grupo de órgãos pertencentes ao próprio Estado, porém independentes dos outros poderes.
Nos Estados modernos o poder legislativo é formado por:
- Um Parlamento ou Congresso de nível nacional.
- Assembleias ou Congressos estaduais/províncias federados, nas Federações. Que exercem o poder legislativo dentro do território de um estado federado ou uma província.
- Eventuais órgãos análogos ao parlamento, de regiões e outras entidades territoriais às quais se reconhece autonomia legislativa, como câmaras legislativas nos municípios e cidades.

No sistema de três poderes proposto por Montesquieu, o poder legislativo é representado pelos legisladores, homens que devem elaborar as leis que regulam o estado. O poder legislativo, na maioria das repúblicas e Monarquias, é bicameral, isto é, o Parlamento (também nomeado Congresso, como no Brasil) é formado por uma Câmara (ex.: dos Deputados, dos Representantes, dos Comuns, etc.) e um Senado.
O objetivo do poder legislativo é elaborar normas de direito de abrangência geral ou individual que são aplicadas à toda sociedade, com o objetivo de satisfazer os grupos de pressão, a administração pública, a  sociedade e a própria causa.
Em regimes ditatoriais o poder legislativo é exercido pelo próprio ditador ou pela câmara legislativa nomeada por ele.
Entre as funções elementares do poder legislativo está a de fiscalizar o poder executivo, votar leis relativas aos orçamentos e, em situações específicas, julgar determinadas pessoas, como o Presidente da República ou os próprios membros da assembleia.

## Poder
Os legislativos variam amplamente na quantidade de poder político que exercem, em comparação com outros atores políticos, como o Judiciário, os militares e o Poder Executivo. Em 2009, os cientistas políticos Steven Fish e Matthew Kroenig construíram um Índice de Poderes Parlamentares na tentativa de quantificar os diferentes graus de poder entre as legislaturas nacionais. O Bundestag Alemão, o Parlamento Italiano e o Estado Mongol da Mongólia empataram em poder, enquanto a Casa de Representantes de Mianmar e  a Assembleia Federal de Transição da Somália (substituído pelo Parlamento Federal da Somália) empataram como os menos poderosos.